# Хоментово (Ґрифицький повіт)
Хоментово (пол. Chomętowo, нім. Gumtow) — село в Польщі, у гміні Тшеб'ятув Ґрифицького повіту Західнопоморського воєводства.
Населення — 258 осіб (2011).
У 1975-1998 роках село належало до Щецинського воєводства.

## Демографія
Демографічна структура станом на 31 березня 2011 року:
|          | Загалом | Допрацездатний вік | Працездатний вік | Постпрацездатний вік |
| -------- | ------- | ------------------ | ---------------- | -------------------- |
| Чоловіки | 124     | 29                 | 88               | 7                    |
| Жінки    | 134     | 36                 | 72               | 26                   |
| Разом    | 258     | 65                 | 160              | 33                   |